# На завтрашній вулиці
«На завтрашній вулиці» (рос. «На завтрашней улице») — радянський художній фільм 1965 року, поставлений режисером Федором Філіпповим.

## Сюжет
Парторг Большаков бореться з властолюбним керівником гідростанції Платоновим за поліпшення умов праці робітників.

## У ролях
- Георгій Куликов —  Федір Сергійович Большаков
- Володимир Самойлов —  Платонов
- Микола Барабанов —  Толстопятов
- Люсьєна Овчинникова —  Настя
- Микола Абрашин —  Ребров
- Микола Волошин —  Едуард Миколайович Заприводін, начальник основних споруд будівництва електростанції
- Елла Некрасова — Ася Платонова
- Савелій Крамаров —  Матвейчук
- Євген Тетерін —  Родіонов
- Володимир Висоцький —  Маркін
- Валентина Березуцька —  Парасковія
- Борис Амарантов —  мім
- Всеволод Абдулов — епізод
- Віра Васильєва — епізод
- Катерина Васильєва — епізод
- С. Єрмілов — епізод
- Іван Кузнецов — епізод
- І. Лопатін — епізод
- Олена Муратова — епізод
- Сергій Ніколаєв — епізод
- Г. Ненашев — епізод
- Л. Ольшанська — епізод
- В. Пєшкіна — епізод
- Алевтина Рум'янцева —  Варя Маркіна
- Петро Рєпнін — епізод
- Павло Суханов — епізод
- О. Сітко — епізод
- В. Спірін — епізод
- А. Титов — епізод
- А. Ушаков — епізод
- Н. Хангажиєв — епізод
- В. Хмара — епізод
- О. Штода — епізод
- Н. Есадзе — епізод
- Геннадій Ялович — епізод

## Знімальна група
- Автор сценарію: Іван Купріянов
- Режисер-постановник: Федір Філіппов
- Головний оператор: Ігор Черних
- Головний художник: Олександр М'ягков
- Композитор: Олександр Зацепін
- Звукооператор: Юрій Рабинович
- Диригент: Вадим Людвиковський
- Режисер: Є. Скачко
- Оператор: В. Абрамов
- Комбіновані зйомки:
  - оператор Г. Зайцев
  - художник С. Зябликов
- Костюми А. Докучаєва
- Грим А. Маслова
- Монтаж А. Бєлєвцева
- Текст пісень Леонід Дербеньов
- Редактори:
  - Є. Смирнов
  - О. Звонарьова
- Консультант: Л. Богач
- Асистенти режисера:
  - А. Жутаєв
  - Ф. Халікова
  - М. Яндульський
- Директора картини:
  - Л. Капілевич
  - В. Біязі